# Kaitlin Sandeno
Kaitlin Sandeno (ur. 13 marca 1983 roku w Mission Viejo) – była amerykańska pływaczka specjalizująca się w stylu dowolnym oraz motylkowym, medalistka olimpijska i mistrzostw Świata.